# Opiumhuis
Het Opiumhuis is een museum over opium in Sop Ruak in Thailand. Het museum bevat voorwerpen die met opium hebben te maken, waaronder doosjes, gewichten en opiumpijpen. Het opiumhuis beschrijft ook de gevechten tussen de Thaise overheid en de opiumkrijgsheer Khun Sa.